# Малая Киргизка
Малая Киргизка — река на северной окраине Томска, левый приток реки Большая Киргизка.

## География
Начинается из болота между Светлым и Межениновской птицефабрикой, в 300 метрах к юго-западу от железнодорожного разъезда Копылово, на границе Томска и Томского района, протекает в юго-западном направлении по небольшому участку территории Томского района, у разъезда Межениновской фабрики, вдоль южной стороны железнодорожной ветви Томск-Грузовой — Итатка. Напротив деревни Киргизка заходит на территорию Томска и, не достигая станции Томск-Северный, принимает слева безымянный ручей, меняет направление на западное и пересекает через трубу железнодорожную линию. Далее протекает через северную часть посёлка Томск-Северный, пересекает так называемую «Нефтехимовскую трассу» и через 700 метров принимает слева ручей Спичечный, истекающий из микрорайона Спичфабрики. Затем, оставив справа посёлок Сосновый Бор, а слева — посёлок Киргизка Ленинского района, проходит под мостами по улицам Смирнова и 2-я Усть-Киргизка, резко меняет направление течения на северное, течёт по искусственному руслу вдоль Мостовой улицы, и, пересекая автодорогу к Северному мосту, через 150 метров впадает слева в Большую Киргизку в 1,8 километра от её устья, напротив Северска.
До 1970-х годов впадала в Томь, на месте нынешнего затона на южной окраине Томского речного порта (56°33′04″ с. ш. 84°55′25″ в. д.)
.

## Памятники природы
Малая Киргизка протекает по территории двух памятников природы: «Лесопарк у деревни Киргизка» и «Долина реки Малая Киргизка».

## Ручьи и родники бассейна Малой Киргизки
Многочисленные ручьи и родники, питающие Малую Киргизку, образуют Мало-Киргизскую ландшафтно-родниковую зону, в состав которой входят:
- Усть-Киргизская макрозона (родники Мостовой, Усть-Киргизский и другие).
- Одесская мезозона (слабые проявления подземных вод);
- Молдавская мезозона (приток ручья Вилюйского, выходы подземных вод);
- Ракетная мезозона (дренажные стоки в ручей Вилюйский);
- Арзовская макрозона (ливневый сток и родники, впадающие в ручей Вилюйский);
- Спичфабриковская макрозона (родники Добрый, Вкусный и другие). В её составе:
  - Невская мезозона (верхние течения ручьёв Спичечного, Чулымского и впадающие в них родники);
  - Брянская мезозона (ручей Чулымский до железной дороги и его восточный приток, выходы родниковых вод).
- Угрюмовская и Силинская мезозоны (нижние течения ручьёв Спичечного и Чулымского и безымянный ручей ниже по течению);
- Мазаевская макрозона (выходы родниковых вод);
- Северо-Томская макрозона (бассейн ручьёв Торговый, Северный, Садовый)[10].

## Данные водного реестра
По данным государственного водного реестра России относится к Верхнеобскому бассейновому округу, водохозяйственный участок реки — Томь от города Кемерово и до устья, речной подбассейн реки — Томь. Речной бассейн реки — (Верхняя) Обь до впадения Иртыша.